# STS
STS (tiếng Nga: CTC) là một kênh truyền hình thương mại có trụ sở tại Moskva. Đây là đài truyền hình có số lượng người xem đông thứ 4 tại Nga. Các chương trình mua bản quyền từ truyền hình Mỹ rất được ưa chuộng trên STS, một điều khá phổ biến trên truyền hình Nga.
Show truyền hình thành công đầu tiên của hãng là Cô trông trẻ dịu dàng của tôi (mua bản quyền Cô trông trẻ của Mỹ). Tiếp theo là các chương trình ăn khách khác của nước ngoài như bộ phim nổi tiếng "Desperate Housewife" (Những bà nội trợ lo lắng khát khao), hay "Who is the boss?" (Ai là ông chủ ?). Gần đây nhất là bộ phim đầy nhân văn Katya xấu xí được dựa theo bộ phim hài được yêu thích của Colombia Betty xấu xí.

## Lịch sử hình thành và phát triển
- Thể loại: truyền hình trực tiếp qua vệ tinh/cáp và DVB-T.
- Phủ sóng: Liên bang Nga và một số nước thuộc Khối Thịnh vượng chung.
- Chủ sở hữu: Công ty truyền thông STS.
- Đồng chủ tịch: Hans-Holger Albrecht và Peter Aven.
- Lên sóng: tháng 12/1996.